# Grand Prix Kanady 2013
Grand Prix Kanady 2013 (oficiálně Formula 1 Grand Prix du Canada 2013) se jela na okruhu Circuit Gilles Villeneuve v Montréalu v Kanadě dne 7. června 2013. Závod byl sedmým v pořadí v sezóně 2013 šampionátu Formule 1.

## Kvalifikace
| Poř.                       | No. | Jezdec              | Konstruktér          | Časy v kvalifikaci | Časy v kvalifikaci | Časy v kvalifikaci | Pořadí na startu |
| Poř.                       | No. | Jezdec              | Konstruktér          | Q1                 | Q2                 | Q3                 | Pořadí na startu |
| -------------------------- | --- | ------------------- | -------------------- | ------------------ | ------------------ | ------------------ | ---------------- |
| 1                          | 1   | Sebastian Vettel    | Red Bull-Renault     | 1:22.318           | 1:28.166           | 1:25.425           | 1                |
| 2                          | 10  | Lewis Hamilton      | Mercedes             | 1:23.801           | 1:27.649           | 1:25.512           | 2                |
| 3                          | 17  | Valtteri Bottas     | Williams-Renault     | 1:23.446           | 1:28.419           | 1:25.897           | 3                |
| 4                          | 9   | Nico Rosberg        | Mercedes             | 1:23.840           | 1:28.420           | 1:26.008           | 4                |
| 5                          | 2   | Mark Webber         | Red Bull-Renault     | 1:23.247           | 1:28.145           | 1:26.208           | 5                |
| 6                          | 3   | Fernando Alonso     | Ferrari              | 1:23.224           | 1:28.788           | 1:26.504           | 6                |
| 7                          | 18  | Jean-Éric Vergne    | Toro Rosso-Ferrari   | 1:24.159           | 1:28.527           | 1:26.543           | 7                |
| 8                          | 15  | Adrian Sutil        | Force India-Mercedes | 1:24.551           | 1:28.799           | 1:27.348           | 8                |
| 9                          | 7   | Kimi Räikkönen      | Lotus-Renault        | 1:24.451           | 1:28.667           | 1:27.432           | 10               |
| 10                         | 19  | Daniel Ricciardo    | Toro Rosso-Ferrari   | 1:24.770           | 1:29.359           | 1:27.946           | 11               |
| 11                         | 11  | Nico Hülkenberg     | Sauber-Ferrari       | 1:23.899           | 1:29.435           |                    | 9                |
| 12                         | 6   | Sergio Pérez        | McLaren-Mercedes     | 1:24.176           | 1:29.761           |                    | 12               |
| 13                         | 16  | Pastor Maldonado    | Williams-Renault     | 1:24.776           | 1:29.917           |                    | 13               |
| 14                         | 5   | Jenson Button       | McLaren-Mercedes     | 1:24.021           | 1:30.068           |                    | 14               |
| 15                         | 12  | Esteban Gutiérrez   | Sauber-Ferrari       | 1:24.408           | 1:30.315           |                    | 15               |
| 16                         | 4   | Felipe Massa        | Ferrari              | 1:23.735           | 1:30.354           |                    | 16               |
| 17                         | 14  | Paul di Resta       | Force India-Mercedes | 1:24.908           |                    |                    | 17               |
| 18                         | 20  | Charles Pic         | Caterham-Renault     | 1:25.626           |                    |                    | 18               |
| 19                         | 8   | Romain Grosjean     | Lotus-Renault        | 1:25.716           |                    |                    | 22               |
| 20                         | 22  | Jules Bianchi       | Marussia-Cosworth    | 1:26.508           |                    |                    | 19               |
| 21                         | 23  | Max Chilton         | Marussia-Cosworth    | 1:27.062           |                    |                    | 20               |
| 22                         | 21  | Giedo van der Garde | Caterham-Renault     | 1:27.110           |                    |                    | 21               |
| 107% času vítěze: 1:28.080 |     |                     |                      |                    |                    |                    |                  |
| Zdroj:                     |     |                     |                      |                    |                    |                    |                  |

Poznámky
1. 1 2  Kimi Räikkönen a Daniel Ricciardo obdrželi trest posunu o 2 místa vzad za nedostatečné zpomalení během žlutých vlajek v druhé části kvalifikace.
2. ↑  Romain Grosjean obdržel trest posunu o 10 míst vzad za zavinění kolize v předchozím závodě.

## Závod
| Poř.   | No. | Jezdec              | Konstruktér          | Počet kol | Čas/Odstoupení      | Pořadí na startu | Body |
| ------ | --- | ------------------- | -------------------- | --------- | ------------------- | ---------------- | ---- |
| 1      | 1   | Sebastian Vettel    | Red Bull-Renault     | 70        | 1:32:09.143         | 1                | 25   |
| 2      | 3   | Fernando Alonso     | Ferrari              | 70        | +14.408             | 6                | 18   |
| 3      | 10  | Lewis Hamilton      | Mercedes             | 70        | +15.942             | 2                | 15   |
| 4      | 2   | Mark Webber         | Red Bull-Renault     | 70        | +25.731             | 5                | 12   |
| 5      | 9   | Nico Rosberg        | Mercedes             | 70        | +1:09.725           | 4                | 10   |
| 6      | 18  | Jean-Éric Vergne    | Toro Rosso-Ferrari   | 69        | +1 kolo             | 7                | 8    |
| 7      | 14  | Paul di Resta       | Force India-Mercedes | 69        | +1 kolo             | 17               | 6    |
| 8      | 4   | Felipe Massa        | Ferrari              | 69        | +1 kolo             | 16               | 4    |
| 9      | 7   | Kimi Räikkönen      | Lotus-Renault        | 69        | +1 kolo             | 10               | 2    |
| 10     | 15  | Adrian Sutil        | Force India-Mercedes | 69        | +1 kolo             | 8                | 1    |
| 11     | 6   | Sergio Pérez        | McLaren-Mercedes     | 69        | +1 kolo             | 12               |      |
| 12     | 5   | Jenson Button       | McLaren-Mercedes     | 69        | +1 kolo             | 14               |      |
| 13     | 8   | Romain Grosjean     | Lotus-Renault        | 69        | +1 kolo             | 22               |      |
| 14     | 17  | Valtteri Bottas     | Williams-Renault     | 69        | +1 kolo             | 3                |      |
| 15     | 19  | Daniel Ricciardo    | Toro Rosso-Ferrari   | 68        | +2 kola             | 11               |      |
| 16     | 16  | Pastor Maldonado    | Williams-Renault     | 68        | +2 kola             | 13               |      |
| 17     | 22  | Jules Bianchi       | Marussia-Cosworth    | 68        | +2 kola             | 19               |      |
| 18     | 20  | Charles Pic         | Caterham-Renault     | 67        | +3 kola             | 18               |      |
| 19     | 23  | Max Chilton         | Marussia-Cosworth    | 67        | +3 kola             | 20               |      |
| 20     | 12  | Esteban Gutiérrez   | Sauber-Ferrari       | 63        | Nehoda              | 15               |      |
| Ret    | 11  | Nico Hülkenberg     | Sauber-Ferrari       | 45        | Poškození po kolizi | 9                |      |
| Ret    | 21  | Giedo van der Garde | Caterham-Renault     | 43        | Kolize              | 21               |      |
| Zdroj: |     |                     |                      |           |                     |                  |      |

Poznámky
1. ↑  Esteban Gutiérrez odstoupil ze závodu, ale byl klasifikován, protože odjel více než 90 % délky závodu.

## Průběžné pořadí po závodě
Pohár jezdců
|   | Pořadí | Jezdec           | Body |
| - | ------ | ---------------- | ---- |
|   | 1      | Sebastian Vettel | 132  |
| 1 | 2      | Fernando Alonso  | 96   |
| 1 | 3      | Kimi Räikkönen   | 88   |
|   | 4      | Lewis Hamilton   | 77   |
|   | 5      | Mark Webber      | 69   |

Pohár konstruktérů
|   | Pořadí | Konstruktér          | Body |
| - | ------ | -------------------- | ---- |
|   | 1      | Red Bull-Renault     | 201  |
|   | 2      | Ferrari              | 145  |
| 1 | 3      | Mercedes             | 134  |
| 1 | 4      | Lotus-Renault        | 114  |
|   | 5      | Force India-Mercedes | 51   |